# Schlacht von Edington
Die Schlacht von Edington (auch: Schlacht von Ethandun) war ein entscheidender militärischer Konflikt im Mai 878 zwischen dem angelsächsischen Königreich Wessex unter Alfred dem Großen und der Großen Heidnischen Armee unter dem dänischen Anführer Guthrum. Die Schlacht endete mit einem entscheidenden angelsächsischen Sieg und führte zur Unterzeichnung des Vertrags von Wedmore.

## Hintergrund
Seit 865 hatte die Große Heidnische Armee weite Teile Englands erobert – darunter Northumbria, East Anglia und große Teile Mercias. Nur Wessex blieb unter angelsächsischer Kontrolle. Anfang 878 startete Guthrum einen Überraschungsangriff auf Alfreds Winterquartier in Chippenham. Alfred entkam nur knapp und zog sich in die Sümpfe von Athelney zurück, wo er eine Gegenoffensive vorbereitete.

## Schlachtverlauf

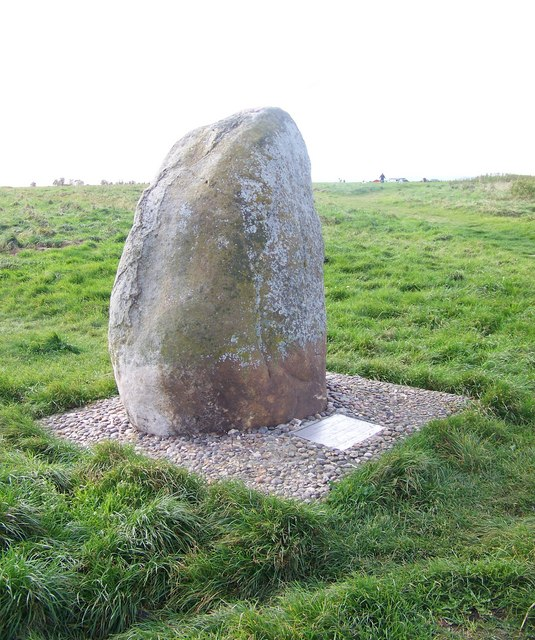
Gedenkstein zur Schlacht von Ethandun, nahe Bratton Castle

Alfred sammelte seine Truppen aus Somerset, Wiltshire und Hampshire. Der Sammelpunkt war der sogenannte Egbert’s Stone. Von dort marschierte das Heer nach Iley Oak und schließlich nach Ethandun (Edington), wo die Wikinger lagerten.
Alfred setzte auf eine disziplinierte Schildmauerformation. In der ganztägigen Schlacht gelang es den Truppen von Wessex, die dänischen Reihen zurückzudrängen. Die Wikinger erlitten hohe Verluste und zogen sich schließlich in ihre befestigte Stellung bei Chippenham zurück.
Alfred belagerte Guthrums Festung etwa zwei Wochen lang. Schließlich kapitulierte Guthrum – vermutlich aus Versorgungsmangel. Die dänische Armee ergab sich und akzeptierte die Bedingungen Alfreds.

## Vertrag von Wedmore

England zur Zeit der Schlacht von Edington

Guthrum unterzeichnete den Vertrag von Wedmore, der folgende Punkte regelte:
- Guthrum ließ sich taufen und nahm den christlichen Glauben an. Die Taufe fand in Aller bei Athelney statt, Alfred war Taufpate.
- Die Wikinger verließen Wessex und siedelten sich im östlichen England an.
- Die sogenannte Danelag wurde als politisches Gebiet anerkannt.

## Folgen
Die Schlacht sicherte das Überleben Wessex’ als angelsächsisches Königreich und bildete den Wendepunkt in den Wikingereinfällen. In der Folgezeit legte Alfred durch Reformen in Heerwesen, Verwaltung und Bildung den Grundstein für ein vereinigtes England.

## Historische Einordnung
Historiker werten Edington als eine der bedeutendsten Schlachten des angelsächsischen Zeitalters. Sie stoppte nicht nur die Expansion der Wikinger in Südengland, sondern stärkte die politische Position Wessex’ entscheidend. Der Krieg gegen die Dänen dauerte jedoch noch Jahrzehnte an.